# Institute F.C.
Institute F.C. – północnoirlandzki klub piłkarski z siedzibą we wsi Drumahoe na wschód od Londonderry na północy kraju.

## Historia
Chronologia nazw:
- 1905–...: Institute F.C.

Klub został założony w 1905 roku jako Institute F.C.. Na początku swego istnienia juniorska drużyna reprezentowała Presbyterian Working Men's Institute założony w 1882. W sezonie 1906/07 zespół debiutował w North-West Junior League. Do 1981 grał na poziomie regionalnym. W 1981 klub startował w rozgrywkach Intermediate League. W 1996 awansował do Division B Irish League (D3), a po trzech sezonach w 1999 klub po raz pierwszy awansował do First Division Irish League (D2). W sezonie 2001/02 zespół zajął drugie miejsce i zdobył awans do Premier Division.
W swoim pierwszym sezonie w Championship 1 zespół zakończył na 6. miejscu - to był największy sukces klubu. W kolejnych sezonach wyniki byli coraz gorsze, a w sezonie 2005/06 zajął przedostatnie 15 miejsce, a potem w barażach z Donegal Celtic F.C. (1:3 i 0:0) stracił miejsce w najwyższej lidze. W następnym sezonie 2006/07 klub zdobył mistrzostwo Division 1 i powrócił do Premier Division. W sezonie 2009/10 zajął ostatnie 12 miejsce, a potem po barażach ponownie z Donegal Celtic F.C. (0:0 i 0:1) spadł do Division 1. W sezonach 2011/12 i 2012/13 klub uplasował się na trzecim miejscu w Division 1. W następnym sezonie 2013/14 zakończył rozgrywki na pierwszym miejscu i powrócił do IFA Premiership.

## Sukcesy

### Trofea międzynarodowe
Nie uczestniczył w rozgrywkach europejskich (stan na 31-05-2014).

### Trofea krajowe
| \| \| Zdobyte trofea w rozgrywkach Irlandii Północnej (stan na: 31-05-2014) \| |                                                                       |      |            |
| Rozgrywki                                                                      | Osiągnięcie                                                           | Razy | Sezon(y)   |
| Mistrzostwo                                                                    | I miejsce                                                             | 0    |            |
| Mistrzostwo                                                                    | II miejsce                                                            | 0    |            |
| Mistrzostwo                                                                    | III miejsce                                                           | 0    |            |
| Mistrzostwo                                                                    | 6 miejsce                                                             | 1    | 2003       |
| Puchar                                                                         | zdobywca                                                              | 0    |            |
| Puchar                                                                         | finalista                                                             | 0    |            |
| Puchar                                                                         | półfinalista                                                          | 1    | 2008       |
| Puchar Ligi                                                                    | zdobywca                                                              | 0    |            |
| Puchar Ligi                                                                    | finalista                                                             | 0    |            |
| Puchar Ligi                                                                    | ćwierćfinalista                                                       | 2    | 2004, 2010 |
| II liga                                                                        | I miejsce                                                             | 2    | 2007, 2014 |
| II liga                                                                        | II miejsce                                                            | 1    | 2002       |
| II liga                                                                        | III miejsce                                                           | 2    | 2012, 2013 |
| Irlandia Północna                                                              | Zdobyte trofea w rozgrywkach Irlandii Północnej (stan na: 31-05-2014) |      |            |

- North West Senior Cup:
  - zdobywca (5x): 1997/98, 2002/03, 2008/09, 2010/11, 2011/12

## Stadion
Do 2017 roku klub rozgrywał swoje mecze domowe na stadionie Riverside Stadium w Drumahoe, który może pomieścić 3,110 widzów, w tym 1,540 miejsc siedzących. Po powodzi z sierpnia 2017 roku zespół wyprowadził się jednak do Londonderry, najpierw na Wilton Park, a następnie na Brandywell Stadium.